# Estanque de Palomas
Estanque de Palomas är en ort i Mexiko.   Den ligger i kommunen Cuatro Ciénegas och delstaten Coahuila, i den centrala delen av landet, 800 km norr om huvudstaden Mexico City. Estanque de Palomas ligger 989 meter över havet och antalet invånare är 209.
Terrängen runt Estanque de Palomas är kuperad norrut, men söderut är den platt.  Trakten runt Estanque de Palomas är nära nog obefolkad, med mindre än två invånare per kvadratkilometer. Det finns inga andra samhällen i närheten. Omgivningarna runt Estanque de Palomas är i huvudsak ett öppet busklandskap.